# Museo de la Casa de Gobierno
El Museo de la Casa de Gobierno es un museo dedicado a la historia de los jefes de Estado de Uruguay y sus respectivos gobiernos, su acervo conserva gran parte de la historia democrática del país. El mismo se encuentra ubicado dentro del Palacio Estévez, la histórica Casa de gobierno de Uruguay.

## Historia
Con el retorno de la democracia, en el año 1985 el presidente de la República Julio María Sanguinetti decidió mudar todas las dependencias del Poder Ejecutivo y de la Presidencia de la República al Edificio Libertad. Un moderno edificio ubicado en el barrio Bolívar de Montevideo.

En 1999 el Poder Ejecutivo designa una Comisión Asesora con el objetivo de crear un museo destinado a albergar parte de la historia democrática del país y que se instalaría en la primera planta del Palacio. La comisión asesora estuvo integrada por los arquitectos Enrique Benech, Ángel Ayestarán y Fernando Rodríguez Sanguinetti.

## Acervo
En sus interiores se encuentran diversas colecciones destinadas a homenajear a la democracia del país en la persona de los presidentes de la República. Gran parte de este acervo proviene del Museo Histórico Nacional, así como de las familias de los jefes de Estado.

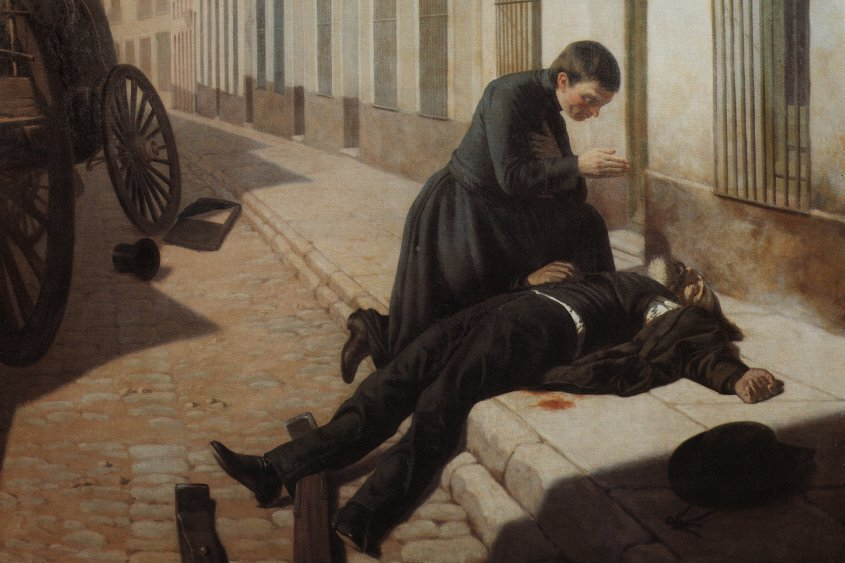
El retrato de la muerte de Venancio Flores se encuentra en dicho museo.

En el mismo, se encuentran expuestos los cuadros y pinturas de todos los presidentes constitucionales, desde Fructuoso Rivera hasta la fecha. Contiene además fotografías, pinturas, vestimenta y material audiovisual de diferentes jefes de Estado. También se conservan los bustos de los presidentes, las bandas presidenciales e incluso los mobiliarios utilizados en sus respectivos mandatos.